# Ołeksandr Pichalonok
Ołeksandr Ołeksandrowycz Pichalonok, ukr. Олександр Олександрович Піхальонок (ur. 7 maja 1997 w Doniecku) – ukraiński piłkarz, grający na pozycji pomocnika.

## Kariera piłkarska

### Kariera klubowa
Wychowanek Akademii Piłkarskiej Szachtar Donieck, barwy którego bronił w juniorskich mistrzostwach Ukrainy (DJuFL). 18 lipca 2015 roku debiutował w młodzieżowej drużynie Szachtara, a 31 maja 2017 zagrał po raz pierwszy w podstawowym składzie donieckiego klubu. 13 lutego 2018 został wypożyczony do FK Mariupol.

### Kariera reprezentacyjna
Występował w juniorskich reprezentacjach U-17 i U-19. Od 2017 bronił barw młodzieżowej reprezentacji Ukrainy.

## Sukcesy i odznaczenia

### Sukcesy piłkarskie
Szachtar Donieck
- mistrz Ukrainy: 2016/17
- zdobywca Superpucharu Ukrainy: 2017
- finalista Superpucharu Ukrainy: 2019